# Церковь Святого Спасителя (Ани)
Церковь Святого Спасителя (арм. Սուրբ Փրկիչ եկեղեցի (Անի); также известный как Сурб Пркич и церковь Святого Искупителя) — армянская церковь, построенная в 1035 году, расположенная в историческом городе Ани, на территории современной Турции, в 300 метрах восточнее от Анийского собора. Включен в список Всемирного фонда памятников и в список Всемирного наследия ЮНЕСКО в группу археологических памятников Ани.

## История
Церковь является одним из немногих сооружений, сохранившихся в Ани с процветающего армянского периода Багратидов в X—XI веках н.э. Расположенная на территории современной восточной Турции, в самом сердце археологической зоны Ани, церковь была построена князем Абулгарибом Пахлавуни как реликварий для частицы Истинного Креста. Завершенный в 1035 году, он часто упоминается как примечательный пример зарождения церковной архитектуры в Армении. Дизайн церкви геометрически сложный, инновационный и искусно выполненный, а многие из декоративных наружных панелей и сохранившихся секций содержат армянскую письменность, которая раскрывает подробности истории церкви и поселения Ани.
Чудом не уничтожились фрески конца XIII века, хотя, судя по следам побелки, их следы усердно пытались ликвидировать.
В 1912 году русские археологи восстановили большой участок кладки на восточном фасаде. После реставрации к церкви добавили дверь с замком и создали небольшой музей с каменными предметами. Восточная половина церкви обрушилась во время шторма в 1957 году. Некоторые книги датируют это обрушение 1930-ми годами, но местные жители подтверждают дату 1950-х годов, и, по-видимому, звук падающей кладки был слышен в деревне сразу за стенами. Остальная часть церкви сильно пострадала во время землетрясения в декабре 1988 года.

## Устройство церкви
Примечательно, что в церкви между девятнадцатигранным основанием и куполом расположен круглый барабан — довольно редкое сочетание в армянской архитектуре. Во время строительства храма было применено соединение материалов — цемента, щебня и камня. Это привело к образованию практически монолитной конструкции. Именно поэтому из-за обвала церкви разрушилась сразу половина здания.
Стены церкви покрыты длинными изящно вырезанными надписями, раскрывающими большую часть её истории. Надпись частично воспроизводила приведенные выше сведения о том, что церковь была заказана князем Аблгарибом Пахлавидом для размещения фрагмента Животворящего Креста. В других надписях записано восстановление 1193 года священником по имени Трдат, в котором близнецы жаматуны (внешние залы) были пристроены к домам паломников; и еще один от 1291 года, в котором записано, что человек по имени Мхитар построил колокольню перед входом. Эти конструкции полностью исчезли, за исключением бетонных пятен на частях фасада.
Другая надпись сообщает, что в 1342 году князь Ваграм Закарид приказал восстановить купол, который взял на себя архитектор Васил. На верхней части южного фасада также имеется надпись с названием «Трдат». Некоторые идентифицируют этого Трдата как известного архитектора Трдата, проектировщика Анийского собора и круглой церкви короля Гагика. Это маловероятно: самые ранние известные работы Трдата относятся к 970-м годам, поэтому он, вероятно, уже умер к тому времени, когда строилась эта церковь.
Церковь имеет примерно круглую форму, нижняя половина экстерьера разделена на 19-гранный многоугольник. Очень высокий (и очень широкий) барабан, что необычно, не разделен на многоугольник, а представляет собой идеальный круг. Он пронизан 12 узкими окнами и увенчан внутри полукруглым куполом. Церковь имеет только один вход, с южного фасада, через монументальный прямоугольный дверной проем, увенчанный архитравом псевдоантичной резьбы.

## Фрески
На стенах и полукуполах каждой уцелевшей апсиды, а также на подвесках есть фрески. Армянский художник Саргис Парчканс выполнил их по византийскому стилю. Вероятно, они датируются концом XIII века (возможно, реставрацией 1291 года). В более позднее время они, кажется, были покрыты побелкой (возникает вопрос - была ли церковь когда-то использована в качестве мечети?) и сейчас находятся в очень поврежденном состоянии. В разрушенной алтарной апсиде была картина с изображением Христа на троне, в других апсидах были сцены, связанные с жизнью Христа и четырёх евангелистов.

## Программа сохранения
Долгосрочный план консервации церкви включает в себя замену разрушенных каменных элементов, консервацию разрушенных, но сохранившихся элементов конструкции для повторной установки или демонстрации, укрепление оставшихся стен и купола, а также защиту купола и конструкции стены водонепроницаемой мембраной. Работы по консервации начались летом 2012 года. Первый этап, который включал каменную документацию, строительство лесов и раскопки вокруг основания церкви, был завершен в 2015 году. В 2016 году, после двух десятилетий непрерывных усилий, Археологический памятник Ани был внесен в список Всемирного наследия ЮНЕСКО.
В 2018 году Всемирного фонда памятников завершил большую часть консервационных работ, включая документацию, обследование состояния, а также чрезвычайные меры и стабилизацию в церкви. Целью второго этапа является стабилизация всей конструкции с восстановлением резного камня для замены временного деревянного контрфорса. Заключительный этап программы будет включать в себя повышение осведомленности общественности об этом месте и улучшение условий в археологической зоне для посетителей.

## Галерея

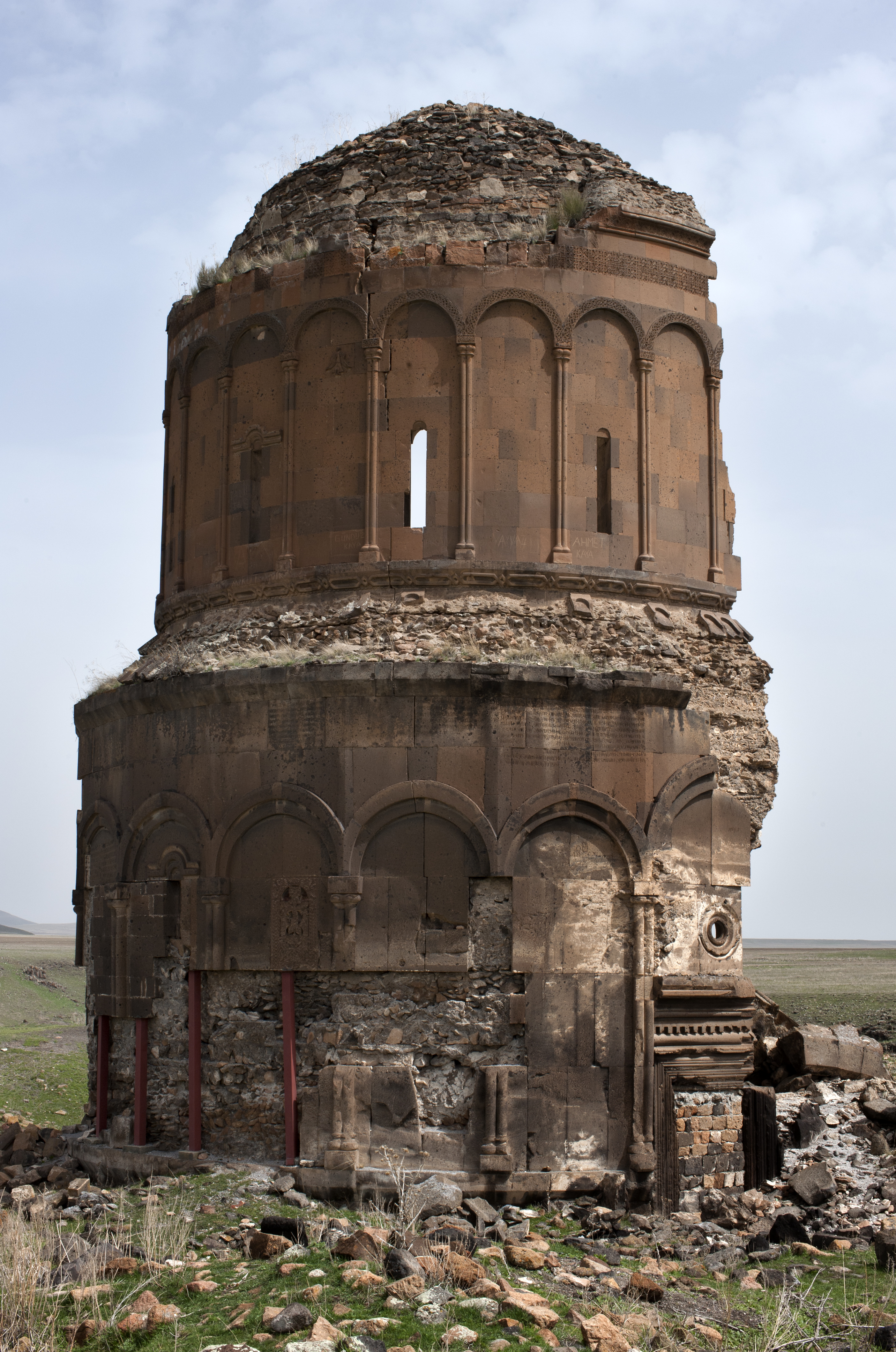
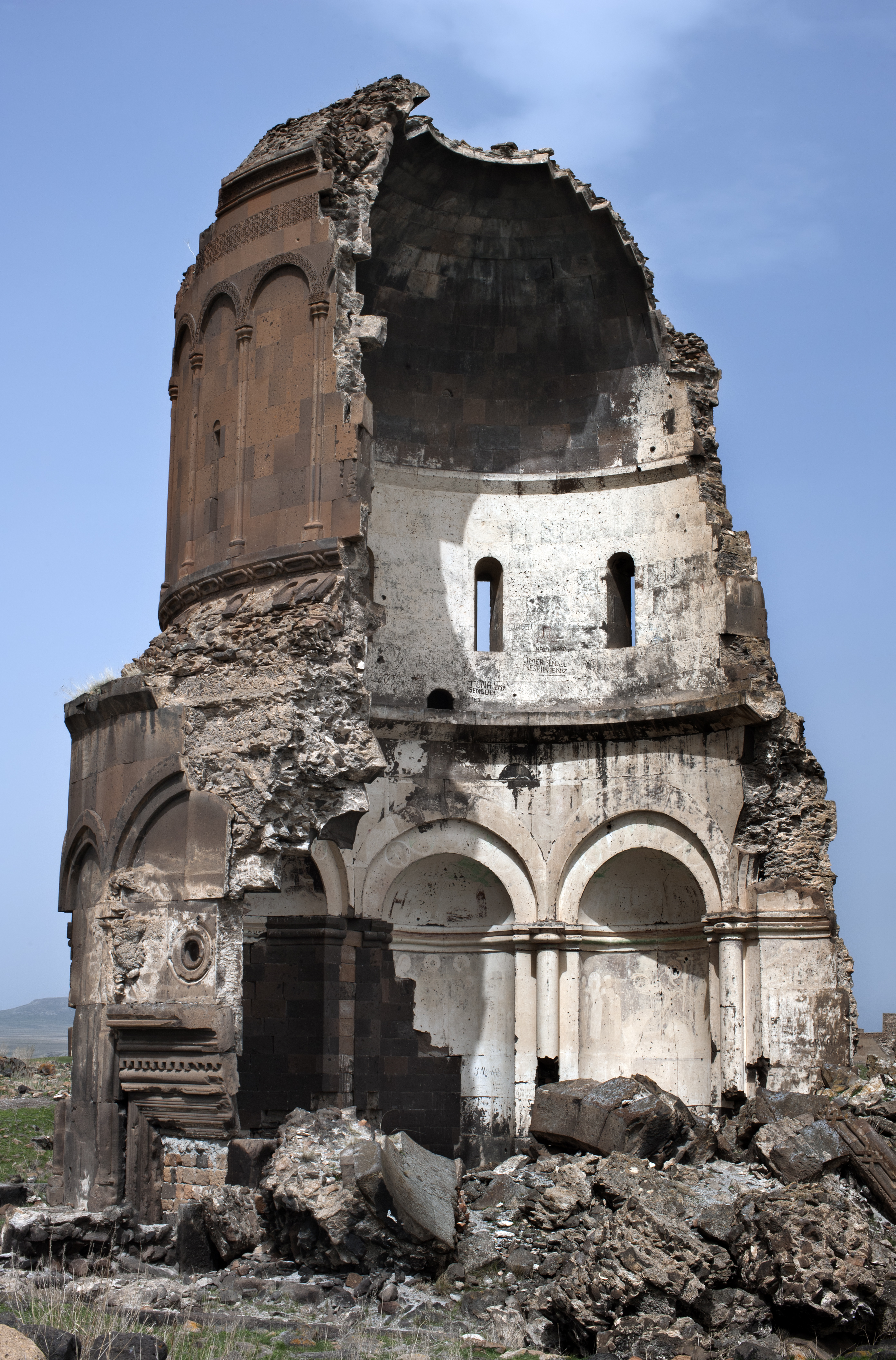
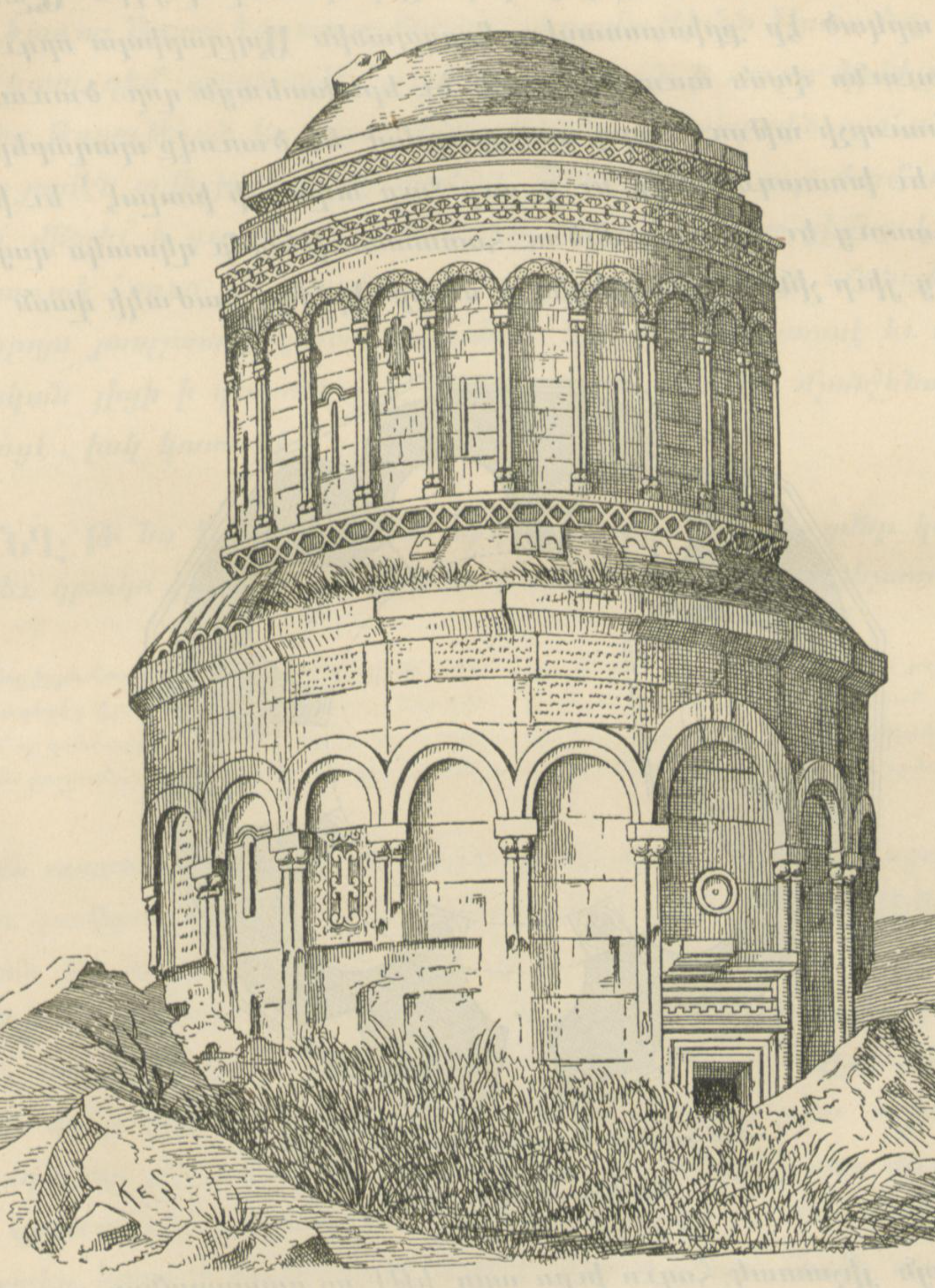
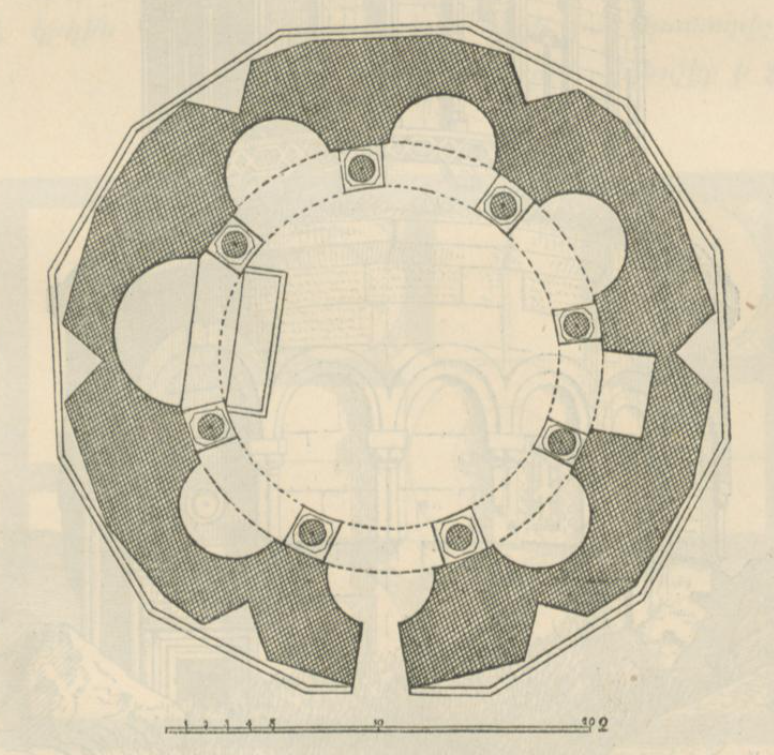
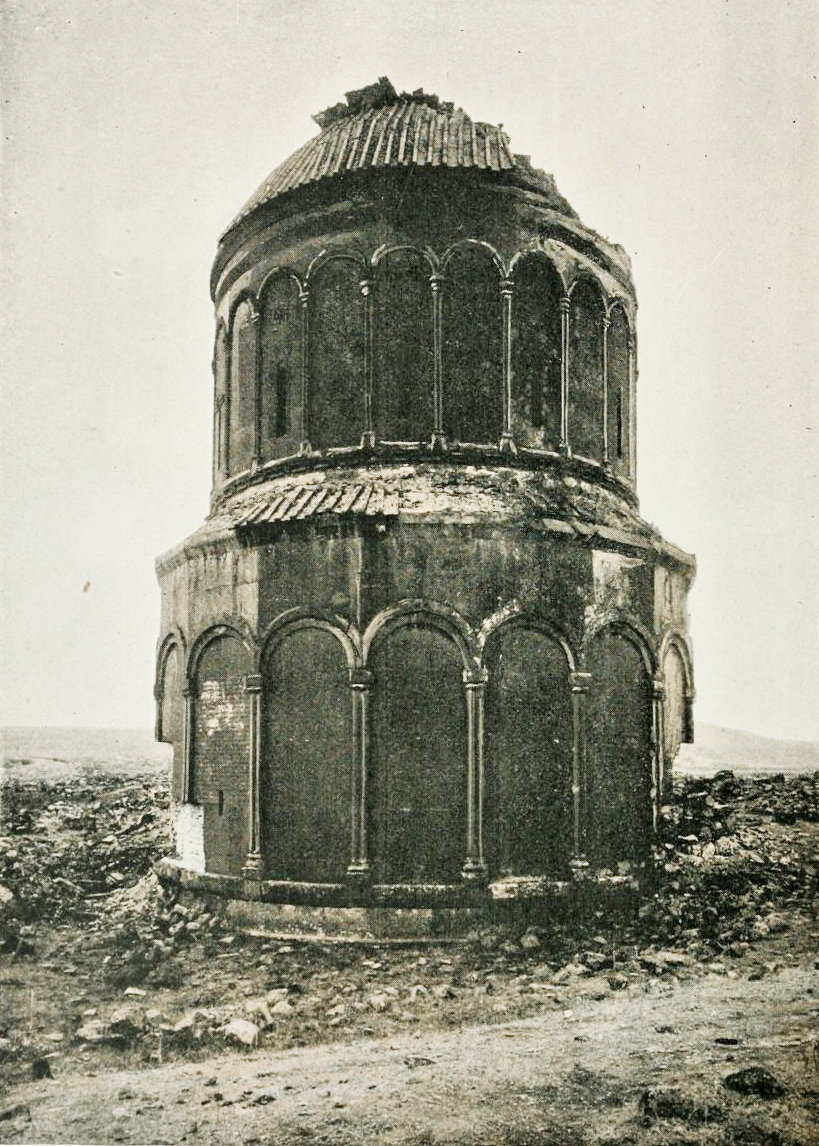
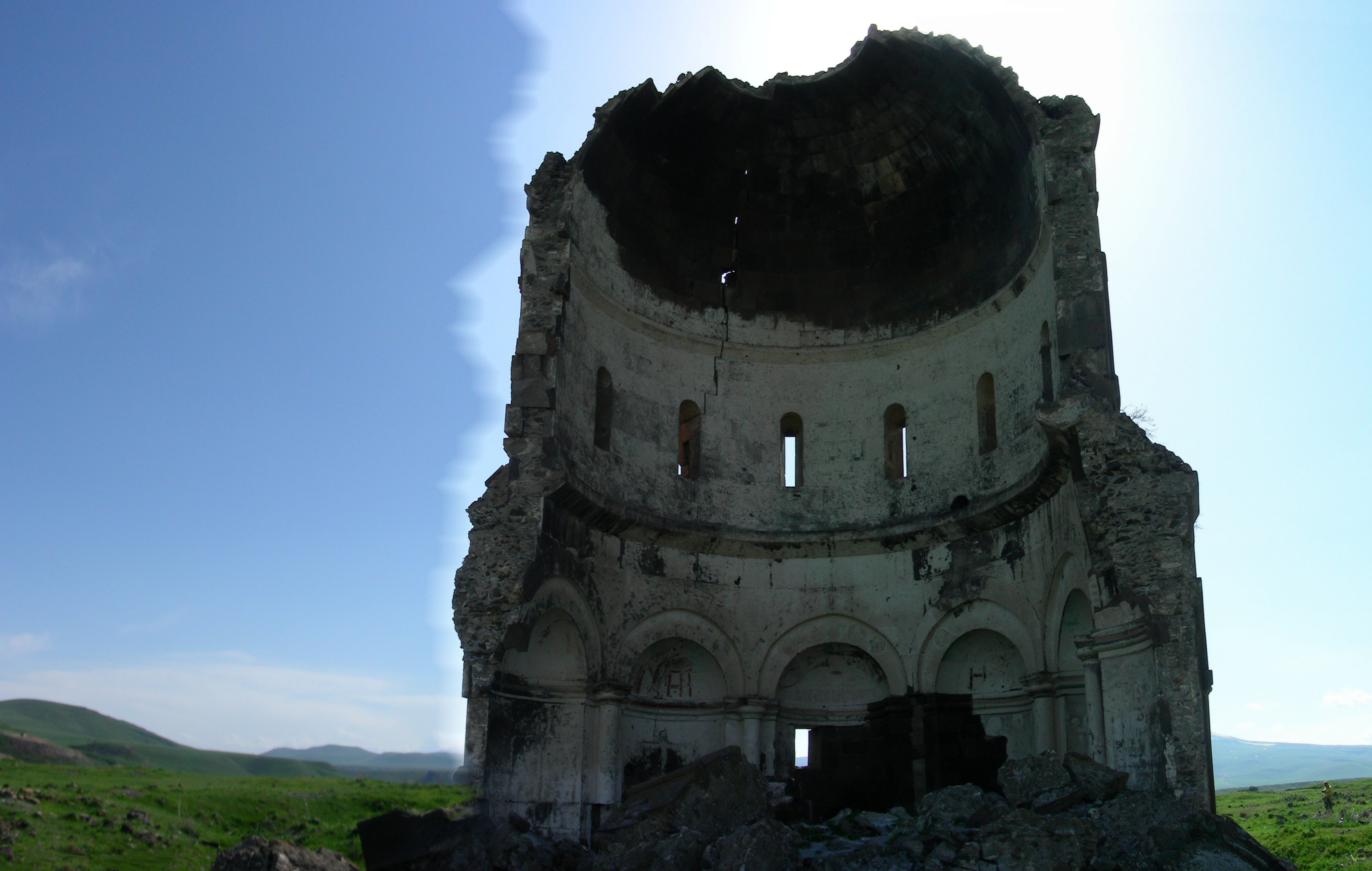
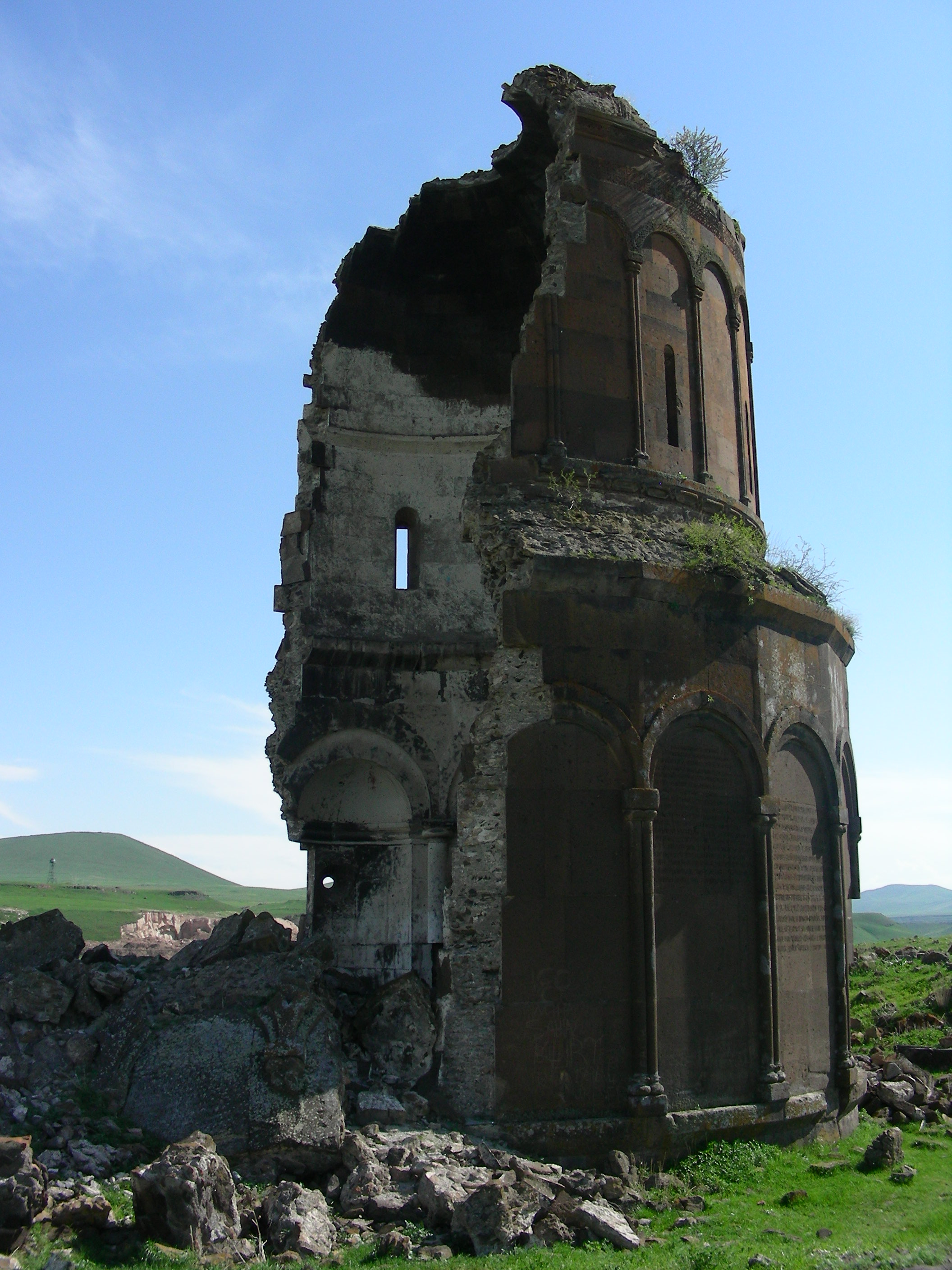
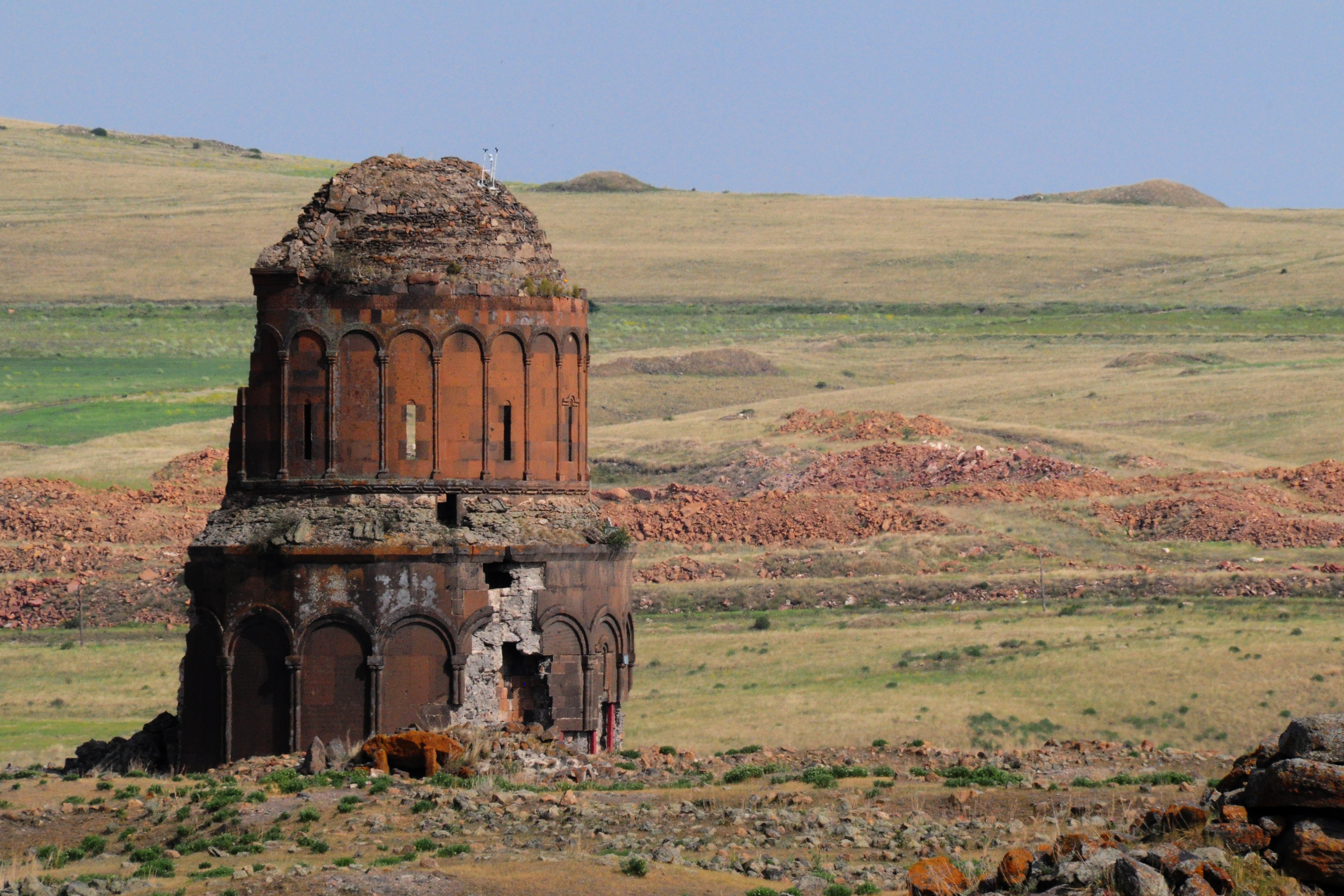
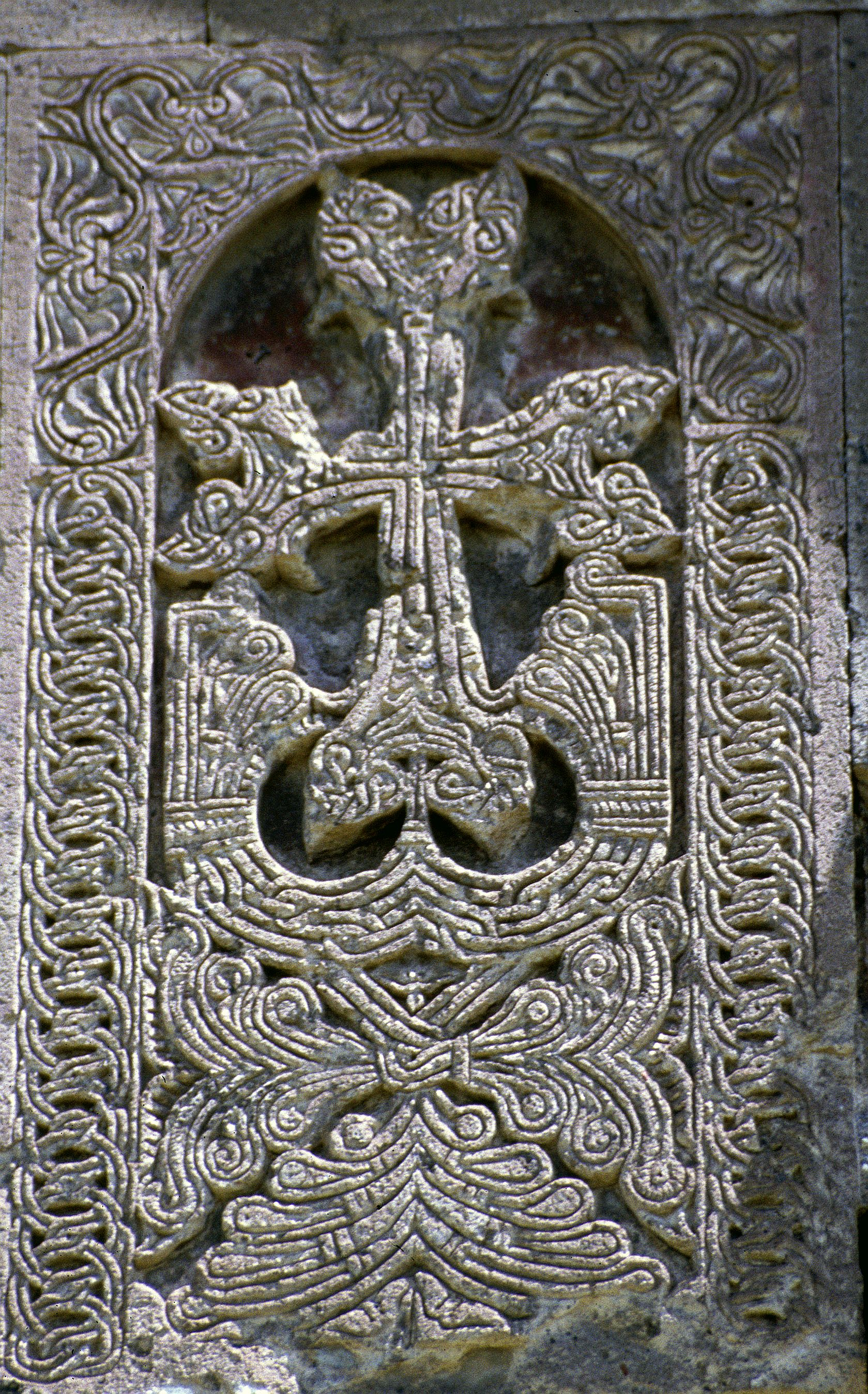